# Steineridrilus cirolanae
Steineridrilus cirolanae is een borstelworm uit de familie Histriobdellidae. De wetenschappelijke naam van de soort werd als Stratiodrilus cirolanae in 1971 gepubliceerd door Fuehr.
In 1999 werd de soort door Steiner & Amaral in het nieuwe monotypische geslacht Dayus geplaatst. Die naam was echter in 1967 al door Mahmood gebruikt voor een geslacht van dwergcicaden. In 2014 stelde Yu-Tao Zhang daarom het nomen novum Steineridrilus voor, vernoemd naar de eerste auteur van de niet beschikbare geslachtsnaam.